# 杨寿山 (冀县)
杨寿山（1822年—1890年），字全仁，直隶冀州（今河北省衡水市冀州区）杨家寨人，清朝商人，全聚德创始人。

## 生平
杨在十多岁时进京谋生，先在郊区为人放养鸭子，两年内学得了填鸭、屠宰鸡鸭等家禽的手艺。后与人合作做起卖生鸡鸭的买卖，在前门外肉市胡同附近买了一处堆房，将鸡鸭摊迁到肉市胡同广和楼北做生意。1864年（清朝同治三年），买下一家名为“得聚全”的杂货铺，并改为“全聚德”烤鸭挂炉铺。因杨寿山字全仁，取“以全聚德，财源茂盛”之意。
杨寿山生活简朴，勤俭一生，为人正直。当经理时，他看到王公贵族吃完宴席后，用一种发面饼蘸去嘴边油腻，将饼随手扔掉浪费。他因此愤慨，定下全聚德的规矩，不做发面饼，以荷叶薄饼卷鸭肉，食客不分贵贱高低，一律自行下手卷食。1890年，因病去世，全聚德交給次子杨庆茂打理。

## 相关
- 北京烤鸭